# FN MAG
FN MAG(프랑스어: Mitrailleuse d'Appui General, 다목적 기관총)는 벨기에의 FN 에르스탈에 의해 생산되는 다목적 기관총이다. 1950년대에 개발되었으며, 1958년부터 생산되었다. 7.62 mm NATO 탄을 사용하며 20개국 이상에서 운용 중이다. 가장 성공적인 다목적 기관총 중 하나이다.

## 역사
벨기에의 에르네스트 베르비에(Ernest Vervier)가 1950년에 개발했고, FN 에르스탈이 생산했다. MAG은 Mitrailleuse d'Appui Général의 약자이며, "범용 지원 기관총"이라는 의미이다.
미국은 오랜 기간 동안 M60 기관총을 사용했다. 그러나 점차 FN MAG의 미국산인 M240 기관총을 사용중이다. 미국 육군이 FN MAG을 최초로 채택한 것은 1977년 탱크 기관포로 사용한 것이다.

## 같이 보기
- FN 미니미
- M249 분대지원화기
- M240 기관총
- M60 기관총
- MG3